# 肝移植
肝移植（かんいしょく、英: Liver transplantation）は、肝臓の移植手術のこと。肝臓移植（かんぞういしょく）とも言われる。

## 歴史
世界で初めての施行は、1963年に米国コロラド大学のトーマス・スターツルによって死体肝移植が施行された。1988年にブラジルサンパウロ大学のSilvano Raiaによって初めて生体肝移植手術が施行され、その後、英国ケンブリッジ大学のRoy Yorke Calneによって移植後の拒絶反応に対しての免疫抑制としてシクロスポリン施行が導入され成績が向上してきた。
日本においては世界での動きに続き、1964年に千葉大学の中山恒明によって、先天性胆道閉鎖症の症例に対して、脳死児からの死体肝移植が行われた報告が最初とされ、1989年に島根大学の永末直文によって、先天性胆道閉鎖症の症例に、初めての生体肝移植手術が行われた。

## 適応
適応疾患としては一般的に以下がある。日本における保険適応疾患は以下の通り。
- 先天性胆道閉鎖症（胆道閉鎖症）
- 進行性肝内胆汁鬱滞症（原発性胆汁性胆管炎・原発性硬化性胆管炎）
- アラジール症候群（英語版）
- バッド・キアリ症候群
- 先天性代謝性肝疾患（ウィルソン病・シトルリン血症・家族性アミロイドポリニューロパチー等）
- 多発嚢胞肝
- カロリ病（英語版）
- 劇症肝炎
- 肝硬変（非代償期）

肝細胞癌を合併している肝硬変は、遠隔転移と血管侵襲が無く、腫瘍が単発ならφ5cm以下、複数であればφ3cm以下3個以内のみまでに限る。
移植手術前の1か月以内に施行の造影CT検査等での画像検査で評価するとしている。
肝細胞癌併発の肝硬変に対する肝移植の術後成績について、1996年にイタリア・ミラノにある「Istituto Nazionale dei Tumori（イタリア国立がん研究所）」のVincenzo Mazzaferroによって報告された基準・ミラノ基準を根拠としている。

## 適合
腎移植と異なり、HLA適合は絶対条件ではない。基本的にABO血液型一致・適合が条件とされているが、血液型不適合間での移植は1990年代終わりまでは困難とされていたが、田辺稔らが リッキシマブ投与と門注療法 を確立し、現在の治療成績は血液型が適合している移植に対して、概ね非劣性となっている。
脳死肝移植の移植待機順番基準においては、1.生命予後　2.血液型一致　3.年齢（18歳未満を優先加点）を基本条件として点数化している。

## 手術

### ドナー
以下に大別される。本邦においては死体（脳死）肝移植は少なく、ほとんどが生体（部分）肝移植である。
- 死体肝移植

- 生体肝移植

「グラフト（移植肝）」の摘出を行う。肝「左葉」「右葉」の部分切除を行い、胆嚢摘出術も施行される。肝右葉前区域は基本的に用いられない。

### レシピエント
レシピエントの病肝を摘出する。ABO血液型不適合移植症例では脾臓摘出術も施行される。ドナーからの「グラフト」を設置し、肝静脈・門脈吻合，肝動脈吻合，胆管再建の順で施行していく。

## 術後

### ドナー
日本においてのドナーの術後成績は極めて良好である。

### レシピエント
術後は免疫抑制剤として、主にカルシニューリン阻害薬（タクロリムスないしシクロスポリン）とステロイドを継続して服用していく。不対応に対してミコフェノール酸モフェチルも施行される。
またABO血液型不適合移植症例では、術前に「B細胞脱感作療法」としてリツキシマブを施行することが2004年頃より本邦より報告開始され、術後成績が向上している。
後期偶発症として、門脈内血栓症形成では抗凝固療法ないし血栓除去再手術が行われる。肝動脈血栓症では胆管狭窄・壊死・縫合不全を生じ再手術が必要となってくる。

## 関連
- 移植 (医療)
- 河野太郎 - 肝硬変を患った父、河野洋平に自らをドナーとして肝移植した事で知られる。